# Швея (приток Ветлуги)
Швея — река в России, протекает в Воскресенском районе Нижегородской области. Приток Ветлуги, устье находится в 163 км от устья по правому берегу. Длина реки составляет 16 км, площадь водосборного бассейна 108 км².
Исток реки находится в черте села Урубково в 11 км к югу от посёлка Воскресенское. Река течёт на север и северо-запад, долина плотно заселена, на берегах деревни и сёла Урубково, Лалакино, Борисовка, Емелино, Петухово, Кузнецово, Марфино, Нахратово, Чухломка.
Впадает в Ветлугу около южной оконечности посёлка Воскресенское.

## Данные водного реестра
По данным государственного водного реестра России относится к Верхневолжскому бассейновому округу, водохозяйственный участок реки — Ветлуга от города Ветлуга и до устья, речной подбассейн реки — Волга от впадения Оки до Куйбышевского водохранилища (без бассейна Суры). Речной бассейн реки — (Верхняя) Волга до Куйбышевского водохранилища (без бассейна Оки).
По данным геоинформационной системы водохозяйственного районирования территории РФ, подготовленной Федеральным агентством водных ресурсов:
- Код водного объекта в государственном водном реестре — 08010400212110000043557
- Код по гидрологической изученности (ГИ) — 110004355
- Код бассейна — 08.01.04.002
- Номер тома по ГИ — 10
- Выпуск по ГИ — 0